# Transport ferroviaire en Ukraine
Plan
Le transport ferroviaire en Ukraine est constitué d'un réseau ferroviaire à écartement russe de 1 520 mm.

## Histoire
L'origine du réseau date des travaux entrepris par l'Empire russe.

## Réseau ferré

### Caractéristiques
Le réseau ukrainien, à écartement de 1 520 mm, est en 2021, le treizième mondial et le troisième en Europe, avec ses 23 000 km, comprenant un réseau principal composé de 19 800 km de voies dont 9 320 km électrifiés. Du fait de son écartement, le réseau est directement relié aux trois réseaux limitrophes, disposant du même écartement : Biélorussie, Russie et Moldavie, mais n'est qu'en correspondance avec ceux de ses autres voisins : la Roumanie, la Hongrie, la Slovaquie et la Pologne.

### Principales gares
Gare de Dnipro, gare de Donetsk, gare de Kharkiv, gare de Kiev-Passajyrsky, gare de Lozova, gare centrale de Lviv, Odessa Holovna et gare de Rivne.

## Opérateurs
ouest
Réseau ferré de Lviv, Réseau ferré du sud (Ukraine), Pivdenno-Zakhidna zaliznytsia,  Réseau ferré d'Odessa et Réseau ferré de Donestk.